# Petre Alexandrescu (pictor)
- Acest articol se referă la pictorul Petre Alexandrescu. Pentru alte sensuri, vedeți Petre Alexandrescu (istoric și arheolog) .

Petre Alexandrescu (n. 1828, București sau Craiova - d. 18 iulie 1899, Brăila) a fost un pictor român care a pășit pe urmele lui Gheorghe Tattarescu. Nu se știe dacă s-a înscris la Academia di San Luca, cert este că a rămas la Roma cinci ani de zile, până în 1856. Din afirmațiile lui Ion Frunzetti, artistul a trecut în 1856 pe la Paris unde ar fi fost elevul lui Léon Cogniet (1794 - 1880), care era profesor al Academiei de Arte și avea o mare influență asupra tineretului. Tot Frunzetti a afirmat că Alexandrescu a fost coleg de atelier cu Jules Lefebvre, Carolus Duran și Emile Bayard, care erau pictori academiști opozanți fervenți ai înnoirii limbajului artistic.
A fost profesor de desen la Gimnaziul Gheorghe Lazăr, al patrulea gimnaziu din București, unde a rămas până la 1867. Petre Alexandrescu contribuit la decorarea bisericii Antim din București și a lucrat la Biserica cu hramul „Sfântul Nicolae” din Brăila. În anul 1867 artistul a plecat de la București la Brăila și a renunțat la pictură. Chiar dacă retragerea sa din domeniul artei a fost atât de stranie, ceea ce nu este fără semnificație, totul având conotații asupra psihologiei acestuia precum și asupra mediului artistic al epocii, Petre Alexandrescu a contribuit la prestigiului artei academice de tip clasic. El a insuflat gustul spre alegoria convențională și spre compoziția retorică prin toate lucrările pe care le-a realizat. A strecurat totuși elemente de viziune de tip realist în portretistica sa, fapt care a dus la deschiderea unui drum mai sănătos decât a făcut-o Gheorghe Tattarescu. Cu toate acestea, artistul român nu a fost o personalitate capabilă de a contracara în arta românească tendița oficială spre academism.

## Studii
Petre Alexandrescu s-a născut după unii analiști la București în anul 1828, după alții probabil la Craiova. Ipoteza că s-ar fi născut în capitala Băniei survine chiar de la o declarație a artistului făcută într-un act datat în 28 februarie 1851 prin care și-a numit părinții ca fiind locuitori ai Craiovei. Istoricul Ion Frunzetti a opinat că este foarte probabil ca familia pictorului să se fi mutat acolo în acea perioadă.
Pictorul a dovedit de timpuriu abilități în domeniul artei, fapt pentru care el a ajuns în anul 1851, deja de la vârsta de șaptesprezece ani, să îndeplinească funcția de profesor de desen sau, probabil, după Frunzetti, doar suplinitor al unei catedre de desen la o școală neprecizată. Petre Alexandrescu a fost remarcat de către Barbu Știrbei în împrejurări necunoscute și a hotărât să-l trimită în străinătate pentru ca să-și completeze studiile, care studii nici ele nu se știe astăzi unde le-a început. Există în schimb atestări documentare, așa cum este un ofis domnesc emis în ianuarie 1851, prin care se aprobă trimiterea tânărului artist la Roma pentru o perioadă de patru ani. Finanțarea bursei care s-a acordat a fost susținută de către Eforia Școalelor. Printr-o declarație pe care a dat-o pictorul ca urmare a luării la cunoștință a deciziei domnești, acesta se obliga ca după terminarea studiilor să îndeplinească funcția de profesor de desen prin școlile publice. Din acest document a dedus Frunzetti că Barbu Știrbei dorea formarea pedagogilor în școlile de artă și nu a pictorilor profesioniști. Din aceeași declarație se relevă că proaspătul bursier a dorit să plece mai întâi la Viena și mai apoi la Roma. Cert este că bursa a fost acordată începând din data de 1 martie 1851.
Petre Alexandrescu a plecat din țară la sfârșitul lunii martie a anului 1851, așa cum reiese din corespondența sa prin care a amintit că a ajuns la Viena în ziua de 3 aprilie 1851. Într-o scrisoare trimisă Eforiei Școalelor, artistul a povestit despre primul contact cu orașul și despre discuțiile pe care le-a avut cu un pictor despre cel mai bun parcurs educațional pe care ar trebui să-l facă. Astfel, sfaturile pe care le-a primit l-au încurajat să plece la studii la Paris sau în Italia pentru că Academia de la Viena nu era cea mai bună opțiune. Un alt motiv pentru care Petre Alexandrescu nu a urmat cursuri de artă la Viena a fost necunoașterea limbii germane deoarece „... eu vroescu mai întâi să-mi corijez desemnu, ș-apoi să-ncep la lucruri mai înaintate; și cum aș putea să mi-l corijez necunoscând nicidecum limba germană? N-ar fi o pierdere de timp ca să rămân aici?”
Din cauză că pașaportul pe care-l avea, menționa punctul de destinație finală Viena, artistul a așteptat până în ziua de 5 mai pentru a primi viza pentru Italia. A ajuns la Roma în 30 mai 1851 și a trimis o scrisoare Eforiei în care a precizat că „... îndată după aranjare am căutat pe dl. Tattarescu și nu l-am găsit, plecat cu 20 de zile înaintea sosirii mele, pentru Florența. Eu am luat cu chirie odaia ce a avut-o dl. Tattarescu atîția ani, la Via Frattina nr. 99.” Practic, Alexandrescu a pășit pe urmele lui Tattarescu. Nu se știe dacă s-a înscris la Academia di San Luca, cert este că a rămas la Roma cinci ani de zile, până  în 1856. Din afirmațiile lui Ion Frunzetti, artistul  a trecut în 1856 pe la Paris unde ar fi fost elevul lui Léon Cogniet (1794 - 1880), care era profesor al Academiei de Arte și avea o mare influență asupra tineretului. Tot Frunzetti a afirmat că Alexandrescu a fost coleg de atelier cu Jules Lefebvre, Carolus Duran și Emile Bayard, care erau pictori academiști opozanți fervenți ai înnoirii limbajului artistic.

## Cariera artistică

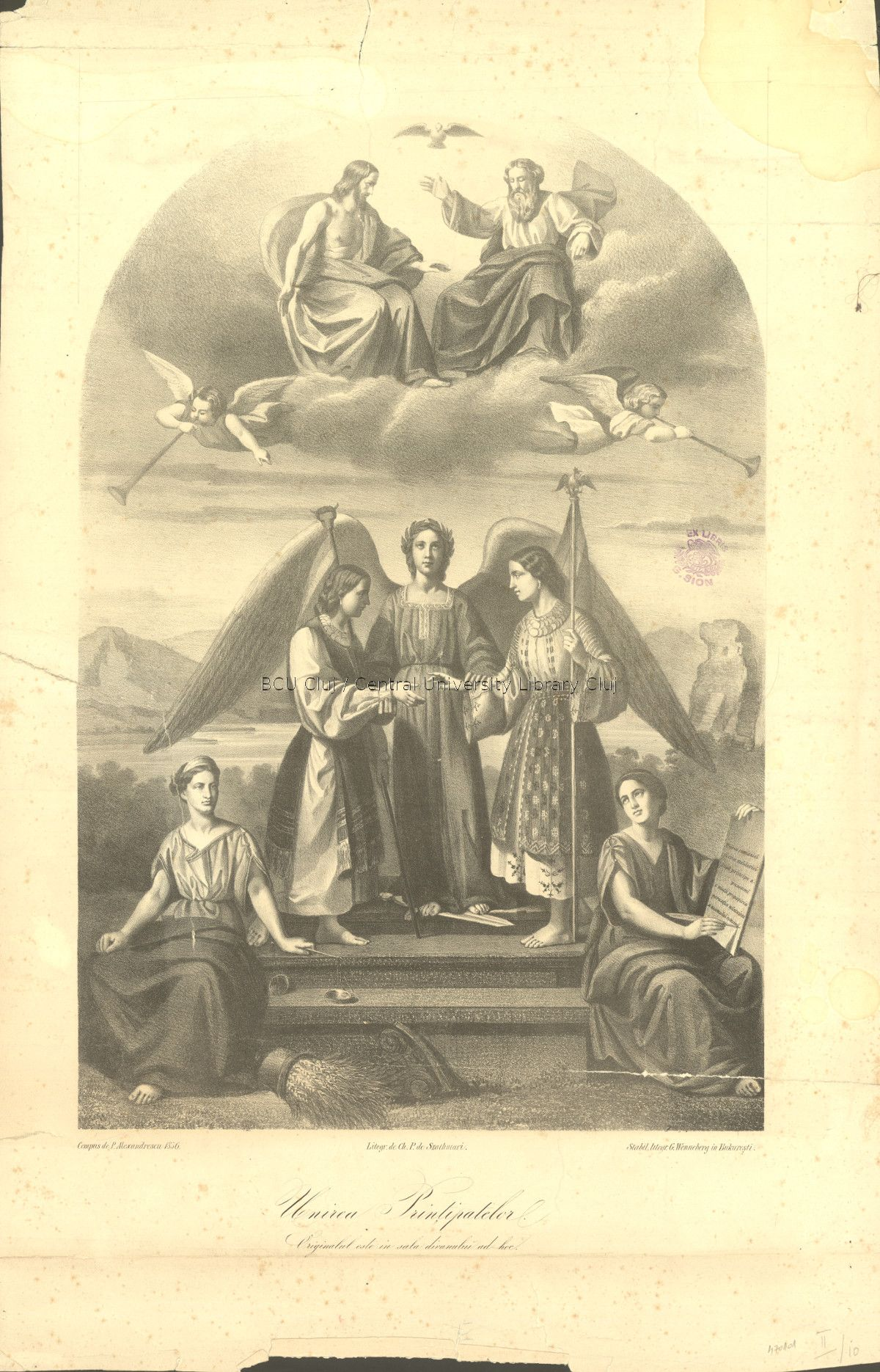
Litografia Unirea Principatelor de Petre Alexandrescu (1856)

În anul 1858 a pictat la Paris o Unire a Principatelor. În 1858, pictura Unirea Principatelor, a fost litografiată și difuzată în tiraj de masă. Litografia, tipărită la Wonneberg, din care un exemplar se afla la Palatul Patriarhal (fost și Palatul Camerei Deputaților) din Dealul Mitropoliei, este o alegorie: la partea superioară Sfânta Treime, protectoare; jos, pe pământ, un înger încoronat, care strânge mâinile celor două țărănci, simbolizând cele două principate unite. Pe o treaptă, mai jos, alte două femei: Justiția și Istoria, sunt martore la acest act solemn.
- Vezi și articolul Unirea Principatelor (desen de Gheorghe Tattarescu)

După 1859, Alexandrescu s-a întors la Craiova, la părinții săi, unde a pictat portretele membrilor familiilor boierești din oraș: Oteteleșeni, Vărvoreni, Filișeni. În această perioadă s-a împrietenit cu Eufrosin Poteca care ajunsese egumen al Mănăstirii Gura Motrului. În ianuarie 1860 a plecat la București, unde a îndeplinit funcția de profesor de desen la Gimnaziul Gheorghe Lazăr, al patrulea gimnaziu din oraș, unde a rămas până la 1867. Este de precizat că în acei ani Constantin Lecca preda desenul la Colegiul Sfântul Sava, Gheorghe Tattarescu la Școala Ostășească (incert)[A], reînființată de Barbu Știrbei în 1850, și Fidelis Walch la Gimnaziul Sfântul Gheorghe (?). Aici l-a avut ca elev pe viitorul pictor de renume Ion Andreescu. În anul 1861 a făcut parte din comisia care a elaborat regulamentul și proiectul de creare al școlilor, muzeelor și expozițiilor. La întocmirea regulamentului a colaborat cu Theodor Aman și Gheorghe Tattarescu. Istoricul Ion Frunzetti a opinat că numirea lui Alexandrescu în această comisie, făcută de către Ioan Maiorescu, s-ar datora notorietății pe care a obținut-o artistul la Craiova și a prieteniei lui cu Eufrosin Poteca, fiind cunoscut faptul că Maiorescu avea strânse legături cu capitala Olteniei și cu Poteca în special.

### Opera

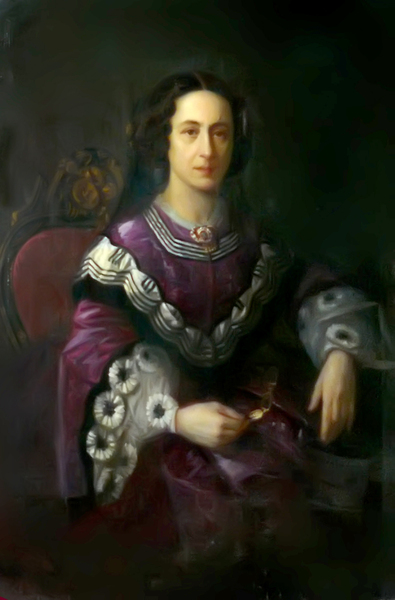
Portretul doamnei Hagiad

În perioada în care a locuit în București, Petre Alexandrescu a pictat capete de expresie, portrete, compoziții cu tematică religioasă și alegorii cum a fost cea intitulată Libertatea, care a dispărut ca urmare a incendiului din 1884 de la Muzeul Național aflat în spațiile Universității din București, sau Cristos binecuvântând pruncii pe care a realizat-o la comanda Azilului Elena Doamna în anul 1860.
Petre Alexandrescu a realizat mai multe portrete ale burgheziei provinciale, așa cum sunt cele expuse la Muzeul de Artă din Craiova ale soților Ion Hagiad, realizate în anul 1860 în țară, cu toate că în tabloul cu Hagiad apare semnătura Roma 1860, camuflată sub ziarul pe care-l ține Hagiad. Din tablou se poate deduce că lucrarea ar fi fost făcută în Italia, dar se știe că în anul acela Alexandrescu se afla la București la catedra de desen de la Gimnaziul Gheorghe Lazăr. Fruzetti a precizat că ar exista posibilitatea unei călătorii pe care pictorul să o fi făcut în 1860, totuși opinia istoricului de artă a rămas la faptul că semnătura nu a fost decât o aluzie la sentimentele comune pe care pictorul și Hagiad le aveau pentru Roma.
Din portretele doamnei Hagiad (nesemnată) și Elenei Braboveanu reies calitățile unui portretist cu certe calități și preocupări referitoare la psihologia personajelor și totodată la arhitectura figurilor, efectelor de lumina, armonia culorilor, totul lăsând o impresie a unei picturi mai puțin superficiale care contrastează cu portretistica din acea epocă, chiar și cu cea a lui Tattarescu. Cele două portrete, spunea Frunzetti, se apropie mult de realismul solid al lui Theodor Aman. O pictură superficială este portretul lui Constantin Braboveanu ce pare a fi realizat după o fotografie.
Chiar dacă retragerea sa din domeniul artei a fost atât de stranie, ceea ce nu este fără semnificație, totul având conotații asupra psihologiei acestuia precum și asupra mediului artistic al epocii, Petre Alexandrescu a contribuit la prestigiului artei academice de tip clasic. El a insuflat gustul spre alegoria convențională și spre compoziția retorică prin toate lucrările pe care le-a realizat. A strecurat totuși elemente de viziune de tip realist în portretistica sa, fapt care a dus la deschiderea unui drum mai sănătos decât a făcut-o Gheorghe Tattarescu. Cu toate acestea, artistul român nu a fost o personalitate capabilă de a contracara în arta românească tendița oficială spre academism.

### Pictor de biserici
A contribuit la decorarea bisericii Antim din București și ca urmare a faimei obținute a executat o mulțime de portrete de arhierei la cererea lui Dionisie Romano, episcopul Buzăului. Între 1860-1863, sub grija episcopului Clement al Argeșului, pictura originală a fost înlocuită cu alta, lucrată în frescă de pictorul Petre Alexandrescu. Peste tot se observă tendințele naturiste ale pictorului. Întreaga pictură a bisericii păstrează elemente de imitație a marilor artiști ai Renașterii, atât în compoziție cât și în tratarea personajelor.
A lucrat la Biserica cu hramul „Sfântul Nicolae” din Brăila.  Pictura este executată în ulei, cu dominarea culorilor crem și maron închis, în anii 1863-1865, într-un stil de inspirație renascentistă italiană.

### Renunțarea la pictură

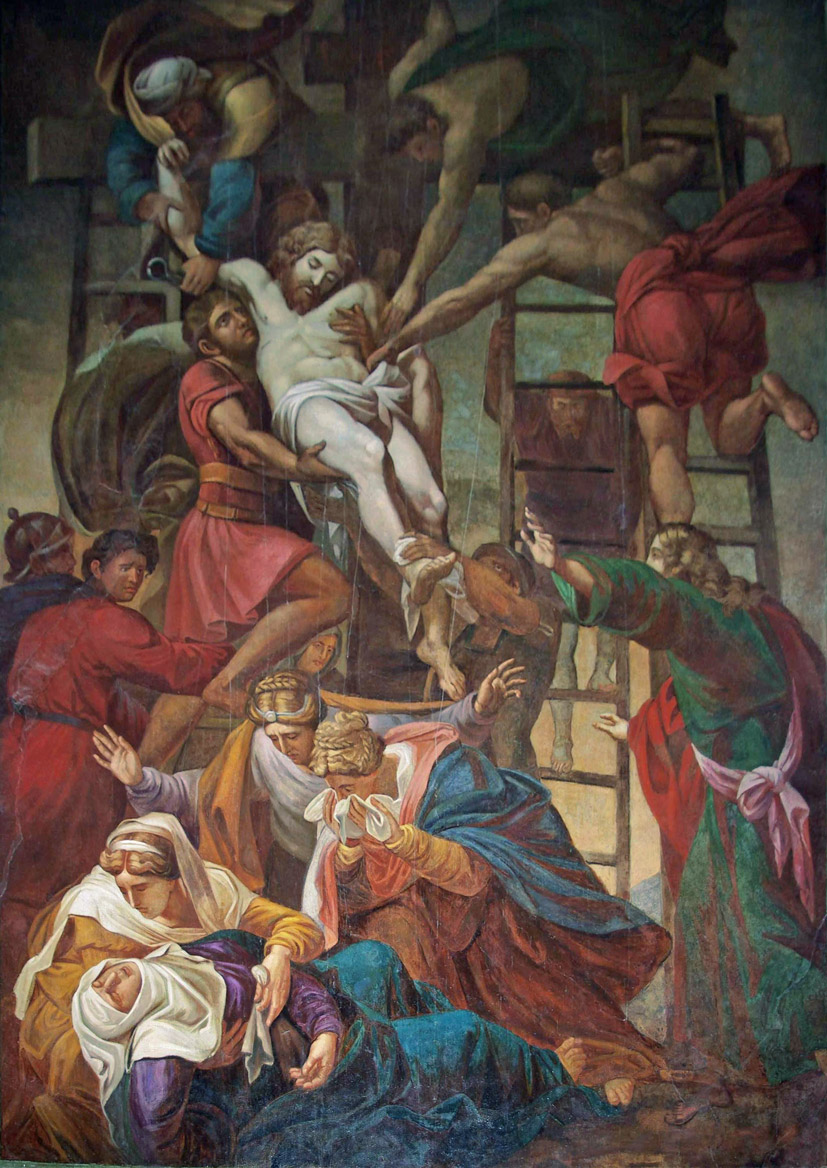
Petre Alexandrescu - Coborârea de pe cruce, copie după pictura cu acelaşi nume a pictorului Daniele da Volterra (1509–1566)

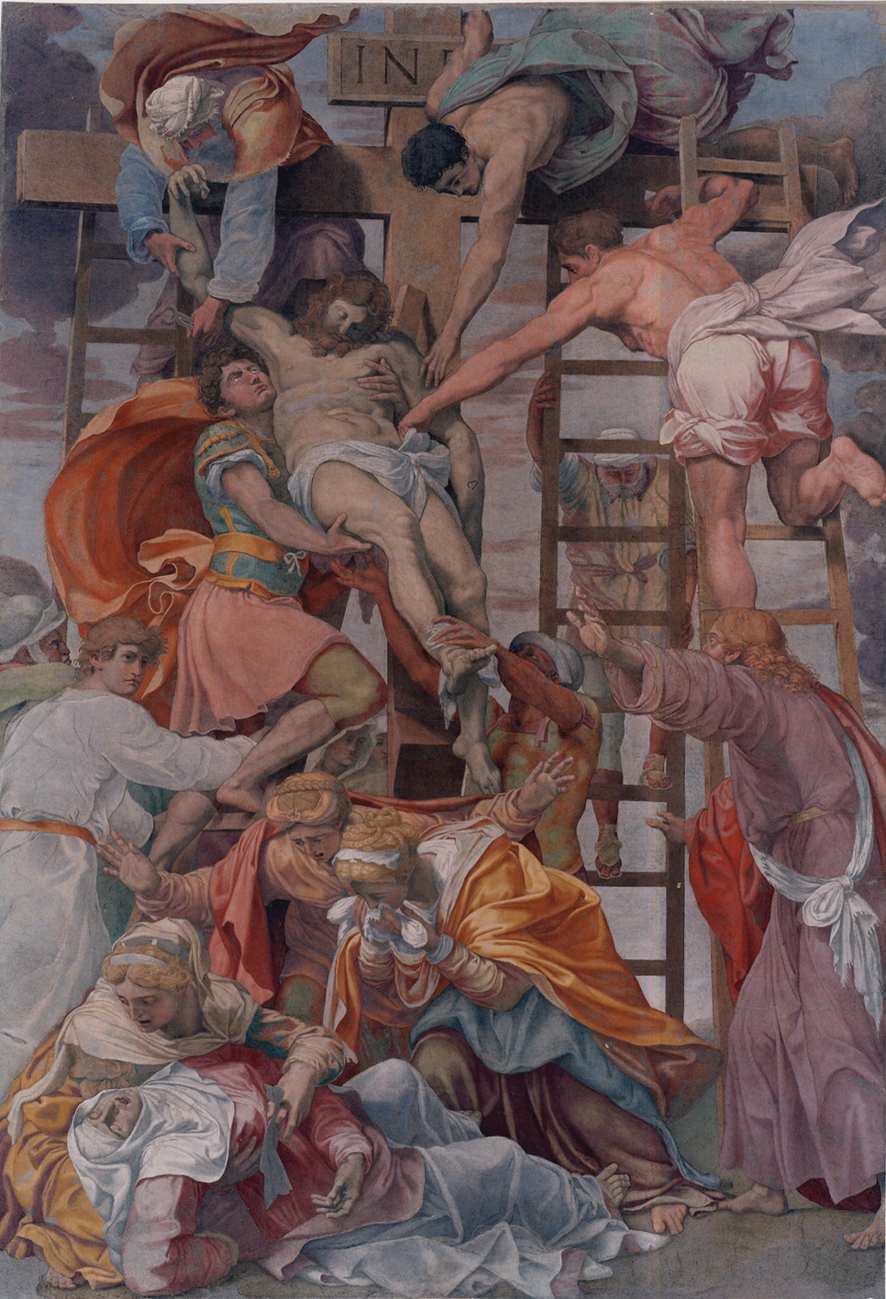
Originalul lui Daniele da Volterra (1545)

În anul 1867 artistul a plecat de la București la Brăila. Istoricul de artă Ion Frunzetti a precizat că demersul pictorului ar fi fost decis de insatisfacția pe care acesta o avea față de viața mediocră pe care o ducea în capitala României, chiar dacă a înregistrat succese în domeniul picturii care au fost apreciate de mai multe oficialități dintre care se remarcă cu predilecție Mihail Kogălniceanu. Astfel, el a renunțat la catedra de desen, care a revenit din acel an lui Henric Trenk, a renunțat la pictură și s-a dus la Brăila pentru a face negustorie. Ca urmare, a trăit acolo până în anul 1899, uitând cu totul de pictură. Frunzetti în comentariile lui a menționat că Alexandrescu este un curios exemplu de artist care s-a format într-un mediu cultural de elită și care nu a avut o minimă rezistență în fața unei asemenea descurajări cu care s-a confruntat. În plus, Frunzetti a mai precizat că o asemenea dezertare nu ar fi fost posibilă dacă acesta ar fi avut o vocație precis conturată în domeniul artei. Astfel, criticul a mers mai departe și a opinat că Alexandrescu prin tematica tratată cât și prin preferințele artistice pe care lucrările lui le dezvăluie, nu era un om de artă cu multă adâncime. Curios, spunea Frunzetti, este că pictorul român aprecia din rândul artiștilor străini pe prerafaelitul Johann Friedrich Overbeck, pe care l-a întâlnit în timpul studiilor la Roma, cel care a devenit ulterior capul mișcării Nazareene și pe Anne-Louis Girodet de Roussy-Trioson, unul dintre cei mai buni elevi ai lui Jacques-Louis David. După cei doi, Alexandrescu a realizat copii, așa cum sunt Moartea Atalei (de la Muzeul de Artă din Arad), după Girodet, și Crist întâmpinat de Magdalena, de Overbeck.

## Legături de familie
A fost bunicul dinspre mamă al baritonului Petre Ștefănescu Goangă.

## Controverse
- A Fosta conducere a Școlii de Bellea Arte din București și alți biografii ai pictorului Gheorghe Tattarescu au afirmat de-a lungul timpului că artistul a fost profesor de desen al școlii militare, în perioada 1852 - 1859, pe care Barbu Știrbei a înființat-o în anul 1850.[22][23] Jacques Wertheimer-Ghika în biografia sa a negat aceste ipoteze precizând că au existat două motive pentru care Tattarescu nu ar fi făcut acest lucru. Primul ar fi ținut de aversiunea pictorului pentru serviciul militar, cunoscut în epocă, și al doilea de natură documentară. Motivul din urmă este susținut de un certificat prin care s-au precizat anii de profesorat de la Școala de Belle Arte începând din anul 1869. Prin acest document se indică faptul că Tattarescu a îndeplinit o funcție de profesor doar din anul 1859.[22] Prin menționările sale, Ghika a înlăturat ipoteza care ar spune că la întoarcerea în Țara Românească din Italia, unde și-a efectuat studiile de pictură, artistul și-ar fi câștigat existența din practicarea meseriei de profesor de desen. Ghika a susținut că la revenirea la București, artistul avea deja o popularitate importantă datorită alegoriei sale Renașterea României, care era deja cunoscută de publicul bucureștean. Ca urmare, el a fost primit de domnitorul Știrbei care i-a înmânat, drept recompensă a reușitei, un ceas de aur de buzunar ornat în email.[24]

## Referinte
1. 1 2 3  Theodor Cornel: Figuri contemporane din România, dicționar bibliografic, București, 1909
2. 1 2 3 4 5 6 7 8  Frunzetti, Arta..., pag. 212
3. ↑  V. A. Urechia: Istoria Școalelor, vol. III, pag. 60
4. 1 2 3 4 5  George Oprescu... pag. 156
5. ↑  Declarația lui Petre Alexandrescu se află astăzi la Arhivele Statului, Opisul Ministerului Instrucțiunii din Muntenia, dosar nr. 1978 din anul 1851
6. ↑  Arhivele Statului, Opisul Ministerului Instrucțiunii din Muntenia, dosar nr. 1978, jurnalul Eforiei din 7 martie 1851
7. 1 2 3  Frunzetti, Arta..., pag. 213
8. 1 2 3 4 5  Frunzetti, Arta..., pag. 214
9. 1 2 3 4  George Oprescu... pag. 157
10. ↑  Conform Românul din 18/30 ianuarie 1858
11. 1 2 3 4 5 6 7  George Oprescu... pag. 158
12. ↑  Adrian-Silvan Ionescu: Modernitatea lui Aman
13. 1 2  „Petre Alexandrescu”. Arhivat din originalul de la 15 martie 2017. Accesat în 15 martie 2017.
14. ↑  Ghika, Un pictor..., pag. 109
15. 1 2 3 4 5  Frunzetti, Arta..., pag. 215
16. 1 2 3  Frunzetti, Arta..., pag. 216
17. ↑  Frunzetti, Arta..., pag. 217
18. ↑  „Mănăstirea Antim”. Arhivat din originalul de la 27 ianuarie 2018. Accesat în 27 ianuarie 2018.
19. ↑  Top 5 mănăstiri de vizitat în București
20. ↑  Biserica Sfântul Nicolae, Brăila
21. ↑  Petre ALEXANDRESCU
22. 1 2  Ghika, Un pictor..., pag. 109
23. ↑  Theodora Voinescu, biografia din anul 1940
24. ↑  Ghika, Un pictor..., pag. 110